# Parque Nacional de Anyuysky
O Parque Nacional de Anyuysky (em russo:  национальный парк «Анюйский») é uma área protegida na Rússia que cobre a bacia do rio Anyuy, na encosta oeste da montanha central de Sokhote-Alin, no Extremo Oriente Russo. O Anyuy corre para oeste, de encontro com o rio Amur, o principal rio desta região, que por sua vez vai até ao Mar de Okhotsk. Este parque é importante porque permite a existência de um corredor ecológico das planícies aluviais do rio Amur até ao cimo das montanhas florestadas de Sikhote-Alin. O parque situa-se no distrito de Nanaysky, no Krai de Khabarovsk, a cerca de 50 milhas da cidade de Khabarovsk.

## Topografia
As fronteiras do parque têm a forma de uma ferradura, que segue os tergos divisórios das pequenas bacias dos rios Anyuy e Pihtsy, que fluem para oeste no rio Amur. A parte oriental do território é montanhosa, enquanto a parte ocidental, mais baixa, é essencialmente uma planície de inundação. Aproximadamente 45% das árvores do parque é taiga do Extremo Oriente, 30% é sub-taiga (floresta de conífera de meia-montanha), 14% é planície de inundação do rio e o seu delta, e 11% é pântano. Com um quarto de seu território constituído por um pantanal temperado da bacia de rio Amur-Heilong, Anyuysky é um habitat importante para espécies de pantanais e peixes nos córregos da montanha acima do Amur.
A metade ocidental do parque está em uma extensão oriental de baixa altitude da "planície de Sredneamurskaya". Esta planície é uma depressão plana e pantanosa entre o cume de Sikhote-Aline ao leste e as montanhas de Khingan ao oeste. Estas são as planícies aluviais da planície de inundação do rio Amur, até 40 metros de altitude. A parte sudeste do parque é o vale do rio Pihtsy, que também é relativamente liso. A parte nordeste é o vale do rio Anyuy e os seus tributários, que tem vales mais íngremes e mais profundos, com uma altitude média de 600 metros.